# Aomar
 (janvier 2016).
Si vous disposez d'ouvrages ou d'articles de référence ou si vous connaissez des sites web de qualité traitant du thème abordé ici, merci de compléter l'article en donnant les références utiles à sa vérifiabilité et en les liant à la section « Notes et références ».
Aomar est une commune d'Algérie, située dans la wilaya de Bouira.

## Géographie
Aomar est située à 65 km d'Alger, sur la route nationale No 5 allant d'Alger à Constantine à l'intersection avec la route nationale No 25 menant à Tizi Ouzou via Draâ El Mizan. Le chef-lieu actuel de la commune (Aomar-Gare) est communément appelé "Brachema" du français "Embranchement" (des routes).

### Situation
Aomar est situé à 25 kilomètres au nord ouest du chef lieu de la wilaya de Bouira et à environ 65 kilomètres du sud est d'Alger.
|         | Draâ El Mizan (Wilaya de Tizi Ouzou) et Tizi Ghenif (Wilaya de Tizi Ouzou) |                               |
| Kadiria | Aomar                                                                      | Frikat (Wilaya de Tizi Ouzou) |
|         | Djebahia                                                                   |                               |

La population au recensement de 2008 était de 20 464 habitants

## Histoire
La commune d'Aomar s'étend sur la plupart des terres appartenant jadis à la tribu de Nezlioua ainsi qu'une partie des terres de la tribu d'Ouled el-Aziz (El hamra, Izougaghen).

### Période turque
Avant la conquête française de la région, l'embranchement des routes au point où confluent les fleuves Isser et Djemâa, au sortir d'un défilé naturel permettant de franchir le Djurdjura (futur emplacement de la gare ferroviaire desservant Draâ El Mizan : la Gare-Aomar), était traditionnellement un espace réservé à un grand marché aux bestiaux régulant les échanges entre la Grande Kabylie et ses régions limitrophes le long de l'importante route reliant Alger à Constantine.
Sous les Turcs, les Nezlioua durent, par suite de la proximité du bordj Bou R'ni faire une soumission qui, toutefois, ne fut que nominale).
« Les Turcs avaient, en effet, la grande banlieue de leur capitale défendue, en 1830, par les tribus makhzènes des Zouatna, Abid, Nezlioua et Amraoua, et par la confédération des Beni-Djaad, inféodés aux Mahieddine de Tourtassine, seigneurs religieux des tribus guerrières des Beni-Slimane. ».

### La conquête française et résistance de l’émirAbd el-Kader
Nezlioua faisait partie de la confédération des Flissas qui s'était mise sous le commandement de l’émir Abd el-Kader, chef de la résistance à l'invasion française.
Dès son entrée en Kabylie, Abd el-Kader avait lancé des lettres fort pressantes au chef de la grande tribu des Flissas. Il s’était bien gardé d’employer les menaces envers un homme trop puissant et hors de ses atteintes : c’était au nom de la religion, au nom de la guerre sainte, qu’il l’avait sommé pieusement de lui apporter son concours, et Ben-Zamoun s’était rendu. Nous avons déjà mentionné sa présence dans le camp de l’émir : il y reçut l’investiture comme agha des Flissas, des Mâtekas, Beni-Khalfoun, Nezlyouas, Guechtoulas, Ouled-el-Aziz, etc.
Après quelques années de guerre, la région est conquise par les Français qui châtient sauvagement la population indigène. Le duc d’Aumale commandait alors la subdivision de Médéah ; il était sorti du chef-lieu avec une colonne assez faible : la neige et le froid l’avaient fort gêné dans sa marche. Néanmoins, se trouvant en présence des Nezlyouas, il voulait les châtier ou les soumettre. Ceux-ci, de leur côté, avaient publié hautement qu’ils mourraient plutôt que d’offrir des gâdas aux chrétiens.
En 1844, le général Bugeaud, après avoir incendié et rasé toute la tribu des Nezlioua, vint camper à Dra el Mizan.

### Insurrection d'El MokranietCheikh El Haddad(1871)
Après l'insurrection de 1871 (El Mokrani et Cheikh El Haddad), l'armée française infligea des sanctions collectives à la population de Nezlioua.
Rassuré sur la situation de Dra-el-Mizan, le général Cérez résolut de se porter dans les Beni-Djad, mais il voulut profiter de la présence de la colonne à Ben-Haroun pour infliger un châtiment aux tribus avoisinantes et particulièrement aux Nezlioua. Dans ce but, il organisa deux colonnes légères chacune de 500 hommes d'infanterie, 250 cavaliers, une pièce d'artillerie et 100 cavaliers du goum, qu'il mit sous le commandement du lieutenant-colonel Trumelet, commandant la subdivision d'Aumale, et du colonel Goursaud; ces colonnes se mirent en mouvement le 1er mai, à 10h.1/2 du matin.
Le lieutenant-colonel Trumelet avait pour mission de dépasser l'oued Soufflat, de pénétrer dans le pays des Senhadja, puis de rabattre vers la droite jusqu'à Sidi-Rahmoun des Nezlioua. Le colonel Goursaud devait, de son côté, se porter à l'est de Dra-Sellama des Nezlioua, puis se rabattre à gauche vers Sidi-Rahmoun, à la rencontre de l'autre colonne...Les chasseurs d'Afrique se jetèrent sur les villages des Nezlioua qui s'élèvent à mi-côte du plateau de Sidi-Rahmoun; les Zehennia, les Oulad-Kfif, les Djouahra furent successivement saccagés et incendiés.
Une partie de Nezlioua fut brûlée. 
Une série d'arrêtés interviendra les 11, 12 janvier et 2 février 1872 pour prononcer les premières mesures du séquestre sur les tribus des Nezlioua (ainsi que d'autres tribus de la région de Draâ El Mizan). L'arrêté du 8 octobre 1872 prononcera définitivement les expropriations avec prise de possession d'urgence, de différents territoires « nécessaires à l'agrandissement de Draâ El Mizan et à la création des centres de Bou Fhaïma, d'Aomar, de Bordj Boghni et d'Aïn Zaouia » avant que ne soit encore adjoint le projet Tizi-Reniff (Tizi Gheniff), au cours des séances de la Commission des Centres en 1872. Bien évidemment, tout cela n'étaient qu'au profit des colons européens déjà sur place (Draâ El Mizan) ou ceux qui vont venir s'installer dans les nouveaux centres construits sur les terres confisquées à la population indigène.

### Création du centre d'Aomar
La Commune mixte de Draâ El Mizan créée par arrêté du 24 janvier 1874 absorba l'ensemble des Douars autochtones alentour, la commune s'étendant sur plus de 45 000 hectares.
Le centre d'Aomar avait pour vocation de "recevoir 26 familles d'agriculteurs" (colons européens) auxquelles il faudrait ajouter quelques activités industrielles sachant que "les terres de culture d'Aomar descendent jusqu'à l'oued Djemâa".
L'emplacement du village était primitivement "marqué sur la carte" à l'embranchement de la route (no 17) reliant Draâ El Mizan à la route de Constantine et longeant d'une part, l'oued Djemâa/Isser et d'autre part, le flanc sud-ouest du Djurdjura. Mais pour l'emplacement du village, la vallée de l'oued Djemâa "est si malsaine qu'il est impensable de le placer à son côté" estime le Capitaine du Génie en avril 1874. Devant ce fait, l'assiette prévue aura franchement été déplacée des berges du fleuve à plus de 800 mètres, sur un des mamelons amorçant les contreforts du versant nord du Djurdjura. En 1875, une légère modification de l'emplacement sera opérée par l'Ingénieur Chef de district des Ponts et Chaussées, asseyant le village sur un autre mamelon dominant les lots ruraux.
Le nom de "Châteaudun" fut proposé par la Commission de 1874, mais le village gardera son nom arabe (Aomar), y compris après son érection en Commune de Plein exercice.

### Évolution de la population
Au 30 septembre 1884, le centre d'Aomar comptait 95 Français alors que la population de Nezlioua est au nombre de 5142 (musulmans).
Au 1er janvier 1892, le centre d'Aomar : 123 Français, 3 étrangers (Marocains ou Tunisiens) et 23 étrangers (autres nationalités) - Nezlioua : 3 Français et 5657 musulmans.
Au 1er janvier 1897, le centre d'Aomar : 100 Français, 1 musulman, 2 étrangers (Marocains ou Tunisiens) et 7 étrangers (autres nationalités) - Nezlioua : 5 Français et 5611 musulmans.
Au 1er novembre 1902, le centre d'Aomar : 105 Français, 11 musulmans, et 1 étranger - Nezlioua (partie de douar - commune, 5924 musulmans).
La population au recensement de 1998 était de 20 464 habitants.

### La gare de chemin de fer
Le développement des chemins de fer en Algérie fut l'œuvre de Napoléon III vivement encouragé par son demi-frère le duc de Morny. Le décret impérial du 8 avril 1857 prévoyait la construction entre autres d'une ligne principale parallèle à la côte de Constantine à Alger et Oran par ou près Aumale, Sétif, Blida, Orléansville et Sainte-Barbe-du-Tlelat, soit 881 km. Cette ligne fut réalisée et ouverte par tronçon. En ce qui concerne la gare d'Aomar les dates suivantes sont importantes :
Ouverture du tronçon reliant Palestro à Dra-el-Mizan (la Gare-Aomar) : 1er janvier 1886.
Ouverture du tronçon reliant Dra-el-Mizan (la Gare-Aomar) à Bouira : 3 novembre 1886.

### Les quartiers d'Aomar
En 1957, l’armée française crée des camps de regroupement en Algérie où une grande partie de la population est internée dans des conditions inhumaines. Deux de ses camps de regroupement sont construits à Aomar-Gare. Ils continueront après l'indépendance à abriter plusieurs familles formant ainsi deux quartiers principaux (Saadi Moussa et Bouiri Kaci). Récemment, ces deux quartiers sont transformés en lotissements et les lots de terrain vendus aux particuliers pour y construire de nouvelles battisses à la place des anciennes baraques datant de l'époque coloniale. 
D'autres quartiers sont construits à partir des années 1990, principalement, des logements sociaux comme ceux de la cité Maoudj ou ceux qui ont remplacé les vieilles bâtisses au bord de la route nationale RN5. La cité Nacer-Bey Rabah est composée de 100 logements CNEP. À côté de la cité CNEP, se trouve le lotissement de 183 lots sur la route nationale RN25 (vers Draa El Mizan).

### Depuis l'indépendance
À l'indépendance de l'Algérie en 1962, Aomar était une commune relevant de la sous-préfecture de Draâ El Mizan (préfecture de Grande Kabylie). En 1974, elle est rattachée à la Daira de Lakhdaria qui relève de la wilaya de Bouira nouvellement créée. Lors du découpage administratif de 1987, Aomar sera rattachée à la Daïra de Kadiria.

## Culture
C'est une région disposant d'un patrimoine artisanal assez varié et riche. Les vendeurs des produits d'artisanat longent la route nationale RN5 qui traverse la ville d'Aomar. Ils exposent divers produits de poterie mais également les plus belles tenues traditionnelles kabyles telle que la célèbre Taqqndurt n'lqbayl dite Djebbat k'bayel en arabe.

## Villages et hameaux de la commune d'Aomar
- Gare-Aomar : Chef-lieu de la commune, construit autour de la gare de train (Draâ El Mizan). composes de quartiers hérités de l’époque coloniale française qui abritaient des populations déplacées du fait de la guerre.
- Le College (CEM d'Aomar) était jusqu'à la fin des années 1980, le seul établissement d'enseignement moyen de la commune. Le lycée a ouvert ses portes dans les années 1990 suivi par le centre de formation professionnelle.

- Aomar-Centre : Initialement centre de la commune avant que la mairie ne soit transférée à Gare-Aomar, Aomar-Centre abrite jusqu'à aujourd'hui la brigade de gendarmerie nationale.

- El Madjene Lotfi
- El-Djouahra
- Tizi Larebâa
- Ain Meriem
- Ouled Nacer
- Laâmara
- Laâmarchiya
- Krarib - Bkhila
- Rabta
- Foudiya
- Saffiane
- Ouled ben Youcef
- Dahsa
- Guichoue
- Talaouidi
- Laarebba
- Mzaïniya
- Ouled Lekfif
- Mkadid
- Mâoudjiya
- Boumiya
- Kalous
- Chaâbet Ikhlef